# فرانك ميلر (صحفي)
فرانك ميلر (بالإنجليزية: Frank Miller)‏ هو رسام كارتون وصحفي أمريكي، ولد في 1926، وتوفي في 17 فبراير 1983.